# Rhyacophila kelnerae
Rhyacophila kelnerae är en nattsländeart som beskrevs av Schmid 1971. Rhyacophila kelnerae ingår i släktet Rhyacophila och familjen rovnattsländor. Inga underarter finns listade i Catalogue of Life.